# Alev Alatlı
Alev Alatlı   (Menemen, 16 de setembre de 1944 - Istanbul, 2 de febrer de 2024) va ser una traductora, escriptora i filòsofa turca. Inicià la seva carrera literària traduint dos llibres d'Edward Said, Covering Islam (turc: Haberlerin Ağında İslam) i The Question of Palestine (turc: Filistin'in Sorunu). Es feu coneguda amb les seves novel·les de la sèrie Or'da Kimse Var mı?.

## Obra publicada
1. Viva La Muerte (Yaşasın Ölüm) (1992)
2. Nuke Türkiye (1993)
3. Valla Kurda Yedirdin Beni (1993)
4. O.K. Musti Türkiye Tamamdır (1994)
5. Beyaz Türkler Küstüler (2013)[4]